# Pallapalayam
Pallapalayam é uma panchayat (vila) no distrito de Erode, no estado indiano de Tamil Nadu.

## Demografia
Segundo o censo de 2001,  Pallapalayam  tinha uma população de 6499 habitantes. Os indivíduos do sexo masculino constituem 51% da população e os do sexo feminino 49%. Pallapalayam tem uma taxa de literacia de 51%, inferior à média nacional de 59.5%: a literacia no sexo masculino é de 61% e no sexo feminino é de 41%. Em Pallapalayam, 9% da população está abaixo dos 6 anos de idade.